# Деже Грос
Деже Грос (мађ. Grósz Dezső, Nagy Dezső; 19. септембар 1898) био је мађарски фудбалер јеврејског порекла који је играо за Вац-Ујбуда ЛТК, и наступио је два пута за репрезентацију Мађарске. Грос је играо на позицији бека и такође је наступио за Бруклин вондерерса и Филаделфија Филд клуб.

## Репрезенација
Између 1924. и 1926. два пута се појавио у репрезентацији. Био је члан тима који је учествовао на Олимпијским играма у Паризу 1924. године, али није играо ни на једној утакмици.

## Лични живот
- Рођен у породици Аврама Гроша и Фани Шрајбер 19. септембра 1898. у Баји, Бач-Кишкун жупанија, Мађарска
- Имао је деветоро браће и сестара – Софију, Ирен, Сари, Корнел, Јоса, Јено, Јозеф, Лајош, Шандор, Фриђеш
- Служио је као поручник у краљевској мађарској војсци 1916–1920, на ратиштима укључујући Румунију, Буковину и Русију
- Емигрирао у Сједињене Државе (Њујорк) 1926
- Натурализовани амерички држављанин
- Ожењенио се са Џени Елис Александер, њујоршком позоришном глумицом, 31. јануара 1930.
- Трајно се преселио у Калифорнију 1943.
- Имао само једно дете – Филис Џун Грос, двоје унучади – Бери и Џули
- После фудбалске каријере постао је благајник у Јавној народној банци 1932–1943, Банк оф Америца 1943–1963.